# 交代行列
線型代数学において、交代行列（こうたいぎょうれつ、英: alternating matrix）、歪対称行列（わいたいしょうぎょうれつ、英: skew-symmetric matrix）または反対称行列（はんたいしょうぎょうれつ、英: antisymmetric matrix, antimetric matrix; 反称行列）は、正方行列 A であってその転置 A⊤ が自身の −1 倍となるものをいう。すなわち、転置に対して反対称性を持つ行列は交代行列である。交代行列とは逆に、転置に対して対称な行列は対称行列と呼ばれる。
例えば行列
{\displaystyle {\begin{bmatrix}0&2&-1\\-2&0&-4+i\\1&4-i&0\end{bmatrix}}}
は交代行列である。
交代行列と類似の反対称性を持つ行列として、歪エルミート行列がある。これはエルミート共役（転置複素共役）に対して反対称である。また、エルミート共役に対して対称な行列はエルミート行列と呼ばれる。実数の行列に対してはエルミート共役も転置も同じ操作になるので、実交代行列は実歪エルミート行列でもある。
交代行列は自身の転置が行列の反元になるものをいうが、自身の転置が乗法逆元、すなわち逆行列になる行列を直交行列という。また、エルミート共役が逆行列になる行列をユニタリー行列という。

## 定義
n次正方行列 A = (ai,j) が歪対称（skew-symmetric）あるいは交代的 (alternative) であるとは、以下の関係
{\displaystyle A^{\top }=-A\quad (\iff a_{i,j}=-a_{j,i}\quad (\forall i,j))}
を満足するときに言う。成分を用いない形では、Rn の標準内積を ⟨,⟩ と書けば、n次実正方行列 A が歪対称であるための必要十分条件は
{\displaystyle \langle Ax,y\rangle =-\langle x,Ay\rangle \quad (\forall x,y\in \mathbb {R} ^{n})}
を満たすことである。これはまた、交代的であるための必要十分条件は
{\displaystyle \langle x,Ax\rangle =0\quad (\forall x\in \mathbb {R} ^{n})}
が成り立つことであるとも言い表せる。

## 性質

### 自由度
歪対称行列の和およびスカラー倍は再び歪対称である。したがって、n次歪対称行列の全体 Skewn はベクトル空間を成す。交代行列の主対角成分は必ず 0 であり、上三角成分を決めれば下三角成分はその符号反転として定まるから、ベクトル空間 Skewn の次元は n(n − 1)/2 である。

### 歪対称成分
任意の n次正方行列 M に対し、その歪対称成分 (skew-symmetric component) は
{\displaystyle A={\frac {1}{2}}(M-M^{\top })\quad \in \operatorname {Skew} _{n}}
で与えられる。行列の和への分解
{\displaystyle M=A+S,\quad (A={\tfrac {1}{2}}(M-M^{\top }),\,S={\tfrac {1}{2}}(M+M^{\top }))}
は一意的に定まり、ベクトル空間の直和分解
{\displaystyle \operatorname {Mat} _{n}=\operatorname {Skew} _{n}\oplus \operatorname {Sym} _{n}}
を与える（ここに Matn は n-次正方行列の全体、Symn は n-次対称行列の全体）。

### 交代行列の行列式
A を n×n 交代行列とすると、A の行列式は
{\displaystyle \det(A)=\det(A^{\top })=\det(-A)=(-1)^{n}\det(A)}
を満足する。特に n が奇数ならばこれは 0 に等しい。この結果はカール・グスタフ・ヤコビに因んでヤコビの定理と呼ばれる。
偶数次元の場合はもっと興味深い結果がある。次数 n が偶数であるときの A の行列式は A の成分に関する斉次多項式（代数形式）の完全平方式
{\displaystyle \det(A)=\operatorname {Pf} (A)^{2}}
として書くことができる。ゆえに、実交代行列の行列式は常に非負である。ここで現われた形式 Pf(A) は A のパフ多項式（パフ式、パフ形式）と呼ばれる。

### スペクトル論
交代行列の固有値は常に ±λ のような対として得られる（奇数次の場合に、0 を固有値に加えて考えることもあるが、ここでは除いている）。実交代行列の非零固有値はすべて純虚数であり、それらを ±iλ1, ±iλ2, …（各 λk は実数）の形に書くことができる。
実交代行列は正規行列（つまり、自身の随伴と可換）であり、それゆえスペクトル論の対象として任意の実交代行列がユニタリ行列によって対角化可能であることを述べることができる。実交代行列の固有値は複素数となるから実行列によって対角化することはできないが、それでも適当な直交変換によって区分対角化することができる。特に、任意の 2n次交代行列は直交行列 Q と行列
{\displaystyle \Sigma ={\begin{bmatrix}{\begin{matrix}0&\lambda _{1}\\-\lambda _{1}&0\end{matrix}}&0&\cdots &0\\0&{\begin{matrix}0&\lambda _{2}\\-\lambda _{2}&0\end{matrix}}&&0\\\vdots &&\ddots &\vdots \\0&0&\cdots &{\begin{matrix}0&\lambda _{r}\\-\lambda _{r}&0\end{matrix}}\\&&&&{\begin{matrix}0&&\\&\ddots &\\&&0\end{matrix}}\end{bmatrix}}}
（ただし、λk は実数）を用いて A = QΣQ⊤ の形に書くことができる。ここで直交行列とは Q⊤ = Q−1 を満たす行列 Q のことである。行列 Σ の非零固有値は ±iλk である。奇数次の場合には、Σ は必ず少なくとも一つの行か列が全て 0 になる。

## 対応する双線型形式
任意の体 K 上の n次元ベクトル空間 V において、V の基底を固定すれば、V 上の双線型形式 φ は適当な n次正方行列 A によって φ(v,w) := v⊤Aw と表されることを思い出そう。
V 上の双線型形式 φ: V × V → K が
- 交代形式であるとは、非零ベクトル v を任意として交代性：φ(v,v) = 0 を満たすことを言う。
- 歪対称形式であるとは、ベクトル v, w を任意として歪対称性：φ(v, w) = −φ(w, v) を満たすことを言う。

V 上の交代形式（resp.歪対称形式）は、基底を一つ固定すれば、交代行列（resp.歪対称行列） A を用いて上記の形に表され、逆に Kn 上の交代行列（resp.歪対称行列）A は交代形式（resp.歪対称形式）(v,w) ↦ v⊤Aw を定める。
A が交代的ならば、任意の実ベクトル x に対して x⊤Ax = 0 が成り立つ。実際、x⊤Ax はスカラー値ゆえ転置と自身とが一致するが、同時に積の転置法則と A の交代性から
{\displaystyle x^{\top }Ax=(x^{\top }Ax)^{\top }=x^{\top }A^{\top }x=-x^{\top }Ax}
が成り立つ。またこの逆も成り立つ。実際、A が交代的でないならばその対称成分が 0 でない固有値 λ を持ち、λ に属する正規化された固有ベクトルを v とすれば v⊤Av = λ が成立する。

## 無限小回転
交代行列の全体は、直交群 O(n) の単位元における接空間を成す。この意味で、交代行列を無限小回転 (infinitesimal rotation) と考えることができる。別な言い方をすれば、交代行列全体の成すベクトル空間はリー群 O(n) に付随するリー環 o(n) に一致する。この空間におけるリー括弧積は交換子
{\displaystyle [A,B]=AB-BA}
で与えられる。2つの交代行列から得られる交換子が再び交代行列となることを確かめるのは難しくない。
交代行列 A の指数函数
{\displaystyle R=\exp(A)=\textstyle \sum \limits _{n=0}^{\infty }{\dfrac {A^{n}}{n!}}}
は直交行列である。リー環の指数写像の像は常に対応するリー群の単位元を含む連結成分に含まれる。リー群 O(n) の場合にはこの連結成分は行列式が 1 の直交群全体の成す特殊直交群 SO(n) である。ゆえに R = exp(A) の行列式は +1 であり、行列式が 1 の直交行列はすべて交代行列の指数函数として書けることが分かる。

## 座標を用いない記述
より内在的に述べれば、ベクトル空間 V 上の歪対称線型変換は適当な内積に関して、V 上の二重ベクトル（これは単純二重ベクトル v ∧ w の和）として定義することができる。その対応は、v* はベクトル v の双対ベクトルとして、写像 v ∧ w ↦ v* ⊗ w − w* ⊗ v により与えられ、直交座標系に関する場合これはちょうど上で述べた意味での通常の歪対称行列に一致する。この特徴付けはベクトル場の回転（これは自然な 2-ベクトル）を無限小回転と解釈することに利用できる（それゆえに「回転」と呼ばれる）。

## 歪対称化可能行列
n-次正方行列 A が歪対称化可能 (skew-symmetrizable) であるとは、正則な対角行列 D および歪対称行列 S が存在して S = DA とできるときに言う。実行列に関して言う場合、D はさらに成分が正という条件も加える。

## 注